# 目薬
目薬（めぐすり）とは「点眼薬」「点眼液」の通称で、目に直接投与する液状の薬である（薬機法で医薬品に分類されている）。市販されているものと薬局で処方箋なしで買えるもの、医師から処方されるものがある。日本薬局方においては「点眼剤」として規定されている。

## 概要

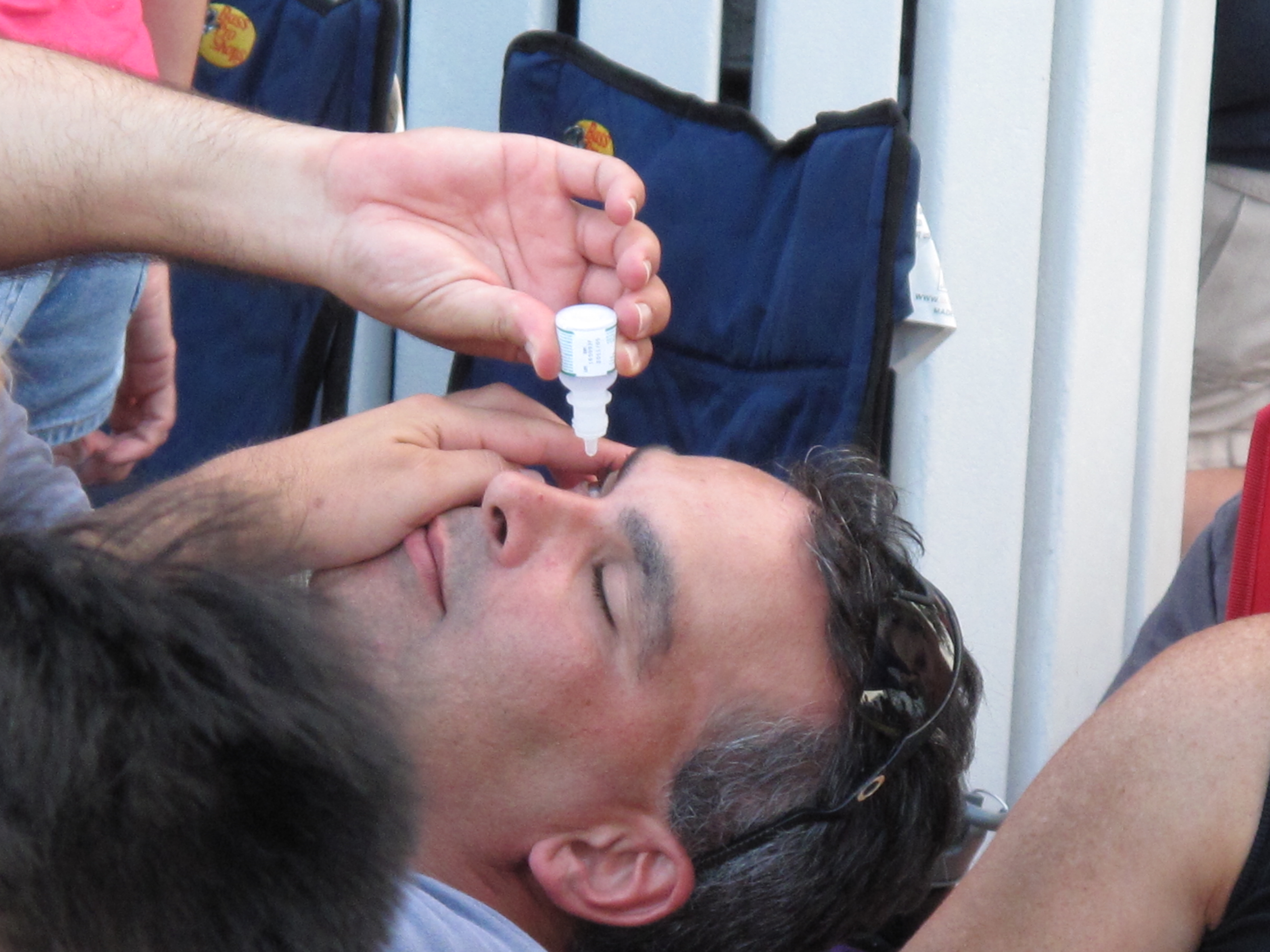
点眼している人

さまざまな目的の目薬がある。たとえば、目の乾燥状態を改善させるためのもの、炎症を抑えるためのもの（眼科手術の後にも用いられる）、緑内障の治療のために眼圧を下げるためのもの、目脂を抑えるもの、目のかゆみ解消のためのもの、ビタミンB12を配合した眼疲労解消のためのもの、三叉神経痛の治療のためのもの（主たる治療であるビタミンB12の注射に加えて処方される主にビタミンB12の点眼薬）、近視の進行を抑えるためのもの　などがある。
目薬は刺激を抑えるため、多くは涙とほぼ同じpH、浸透圧に調整されている。また無菌的に製造され、一回使い切りのものを除き無菌性を保つためほとんどの製品は防腐剤が加えられている。開栓後は早めに使い切った方がよい(1ヶ月程度)。
有効成分が水溶性で、かつ薬液中で安定する場合には水性点眼剤、水に難溶であるが安定する場合は懸濁性点眼剤、水に難溶で、かつ薬液中で不安定な場合には油性点眼剤、水溶性であるが薬液中で不安定な場合には、使用の都度粉末または錠剤を溶解液に溶解して点眼する用時溶解点眼剤として製造される。眼科領域で使用されるうち、点眼剤以外の剤形としては眼軟膏剤がある。これは油性点眼剤と同様に、主に水に難溶で不安定な場合に用いられるが、それ以外の物性でも軟膏が採られることがある。
点眼薬は動詞（述語）と組み合わせる場合は「目薬をさす（差す、点す）」と表現する。

## 歴史
古代エジプトで紀元前1553年から1550年の間に書かれた、多数の薬の処方が書かれたパピルスが、1872年にドイツのエジプト学者であるゲオルク・エーベルスによって発見され、それは現在では「エーベルス・パピルス」と呼ばれており、そこには次のような目薬の処方も書かれている。
眼が乾燥しているなら（中略）、黄カエルを解体しそのgalをカード（乳を凝固させたもの）と混ぜて眼に塗るべし。-アッシリア・バビロニアの眼科処方より
つまり目薬の処方も書かれた、紀元前16世紀の古代エジプトのパピルスが見つかったが、そこに書かれている目薬処方というのは、さらに時代をさかのぼるであろう古代アッシリア・古代バビロニアの眼科処方だということになる。
日本
日本では1543年（室町時代）に点眼薬の原型となる清眼膏『霊薬 善光寺 雲切目薬』が笠原十兵衛薬局から日本で初めてとなる『目薬』を発売開始。これは二枚貝の片方に軟膏のような薬剤を入れ、もう片方を使い水で薄めて目につける形式のものだった。
江戸時代に入り18世紀に、岸田吟香はヘボンから目薬調剤の秘伝を教わり、硫酸亜鉛溶液「精奇水」を発売した。これは小さな陶器製の入れ物に薬液を入れたものであった。
明治に入り、田口參天堂（現・参天製薬）が1899年に点眼方式の目薬を初めて開発し「大學目藥」として発売する。当初は綿棒に薬液を染み込ませ垂らして点眼していたが、後に瓶入りの薬液をスポイトで吸い取り点眼する方法となった。しかし、これらの方法は適量の点眼に向いておらず不衛生である点が問題となっていた。
1931年、信天堂山田安民薬房（現・ロート製薬）が両口式点眼瓶を発明。瓶の上部にゴム製のピストンを取り付け、目に適量を垂らすことが可能になり衛生面の問題も解決。ロート目薬（1909年発売）はこの発明により一躍ヒット商品となるが、大東亜戦争の激化によりゴムが軍事物資として徴用されたことから両口式点眼瓶は姿を消し瓶の底を指で弾いて点眼する一口叩き式点眼瓶に取って代わられた。
第二次世界大戦の終結後は再度、両口式点眼瓶が復活するが1962年、参天製薬が従来のガラス瓶に代わりプラスチック瓶を採用した「スーパーサンテ」を発売。壊れにくく柔軟性があるプラスチックの採用により持ち運びが容易になると共に、容器自体を指でへこませて適量を点眼することが可能になった。

## 有効成分
抗炎症剤、ビタミン剤、血管収縮剤、抗ヒスタミン剤など（添加物として防腐剤、清涼剤、pH調整剤などを含有する）。
医療用ではこのほかに散瞳剤、縮瞳剤、眼圧降下剤、白内障治療剤、ステロイドホルモン剤、抗生物質、局所麻酔剤などがある。

## 容器形状
日本で現在一般的な目薬容器は、点眼口が容器の上にある。
なお田辺製薬（現・田辺三菱製薬）が容器の横に点眼口のある「サイドドロップ容器」を開発し、2001年度グッドデザイン賞を受賞した。これは先端恐怖症で点眼が苦手な人でも簡単に点眼することができる。
現在日本で販売されている点眼薬の容器は、中央部がややへこんだ形のものが多くなってきている(「ディンプル型」という）。点眼が容易かつ確実に行えるように工夫された形である。

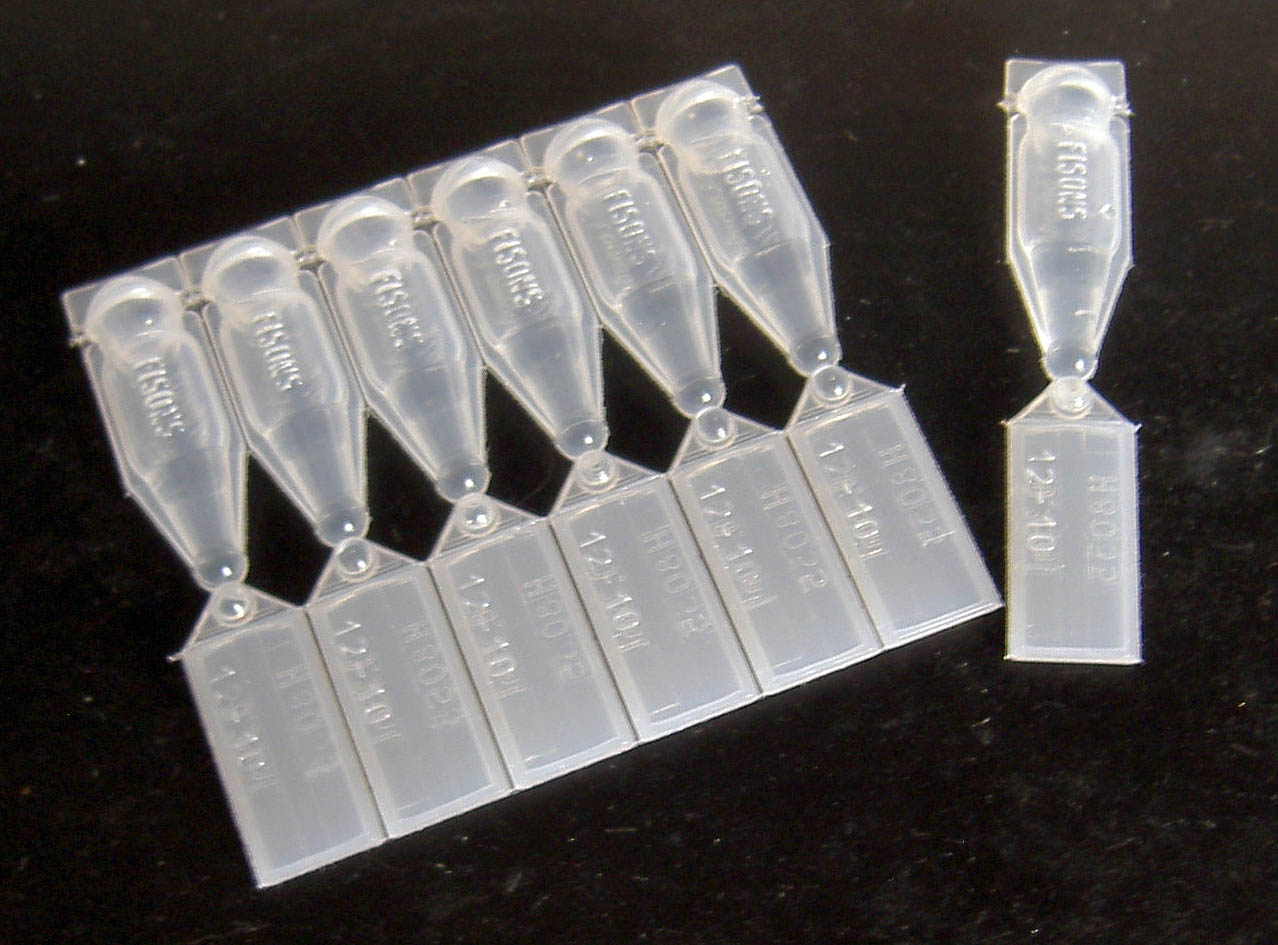
使い切りタイプ
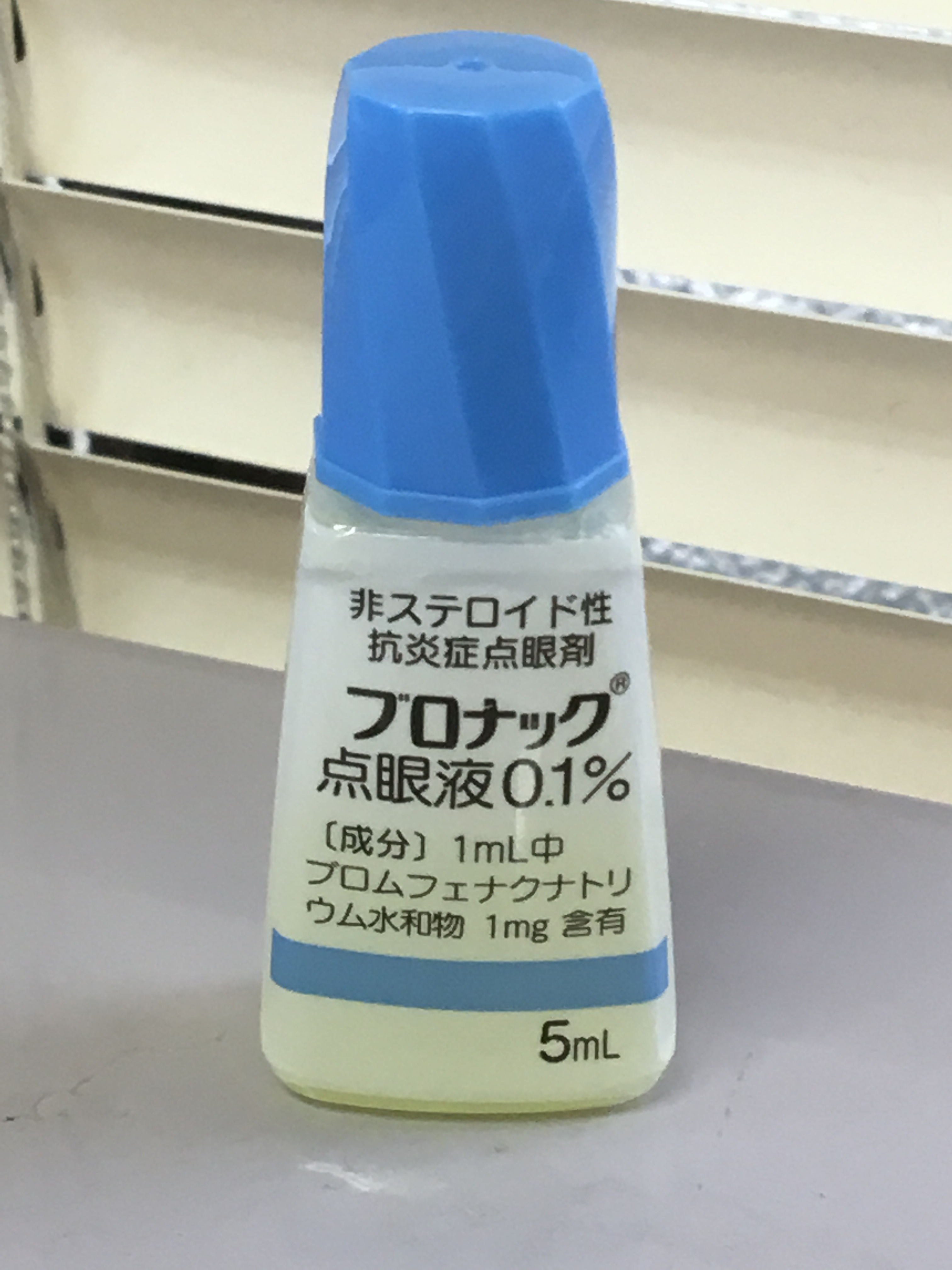
ボトルタイプ

## 使用法
- キャップを開け顔を上げて目に対して垂直に2～3センチほどの高さに据え、1～2滴程度の薬液が出る強さで容器を指で押す。あまり高くすると目に入らない。また、あらかじめ下瞼を指で下側に引いておくことが推奨される。
- 薬液の汚染を防ぐため、点眼の際には容器の先端がまぶたやまつげに触れないようにする。目薬に混入した異物のほとんどは使い方の誤りによる使用者の目脂であり、このように異物が混入した目薬は絶対に使用を控え薬液を廃棄する。
- 目薬は1滴で充分な量がある（但し、使い切りタイプを除く）。これは目薬1滴の体積が目の表面にためることのできる容量とほぼ同じかそれ以上であるからであり、2滴以上点眼しても溢れるか鼻腔に流れ込むだけである。また、目から溢れたものはかぶれることがあるので濡らしたガーゼなどで拭き取った方がよい。特に医療用点眼薬は副作用の強いものも多いので、注意が必要である。
- 点眼後は、薬液が涙道を通って鼻腔に流れ込まないようにするため、1分程度は涙嚢部（目頭）を押さえるべきである。あるいは、単に目を閉じておくだけでも涙嚢部圧迫と同様の効果がある。しかし、目をパチパチ瞬かせてしまうとせっかくの目薬の成分が浸透せず涙と一緒に流れ出てしまい、十分な効果が得られない。
- 2種類以上の目薬を差す必要がある場合には、5分ほど間隔を空ける。すぐに注しても先に注した目薬が押し出されて流れ出てしまうだけである。
- コンタクトレンズ装着時には、特に表示や指示がない限り一般的には点眼してはいけない。特にソフトコンタクトの場合は、(一部点眼可能な商品もあるが)必ず外して点眼するべきである。

## 安全性

### 副作用の例
目薬が原因で人が死に至る場合もある。1957年（昭和32年）3月6日付の読売新聞には「目薬を点眼した54歳の女性が目薬が原因でショック死した」との記事が書かれている。

### コンタミネーション（細菌による汚染）
目薬が細菌などによって汚染される危険性は、1927年の時点で指摘されていた。また、抗生物質もすべての菌に有効に働くわけではないこと、製造・保管・使用方法・開封後の使用期限による汚染が指摘される。
2023年2月2日、人工涙液点眼薬「Artificial Tears Lubricant Eye Drops」が緑膿菌に汚染されていたとして、アメリカ疾病予防管理センターによると、角膜、眼内液、呼吸器、尿路の感染症、敗血症の症例から失明・死亡の報告もあり、リコールが発表された。
2023年10月27日、アメリカ食品医薬品局（FDA）は、26種類の目薬に細菌汚染の可能性があるとして、店頭から撤去するよう呼びかけた。

## その他

### 特殊な用途
- 演技で涙を流しているように見せるためにも用いられることがある。

### 他の薬とのとりちがえ
なお目薬と間違えて水虫薬など滴下型の容器に入った薬品を点眼し負傷する事故が発生したので、その防止のため厚生労働省は新たに認可する水虫薬についてはノズル部分を赤、黒、茶色にすること、滴下型の水虫薬を引き続き販売する場合は容量を10ml以上にするなどの対策をとるよう製薬会社などに通達した。

### 世界

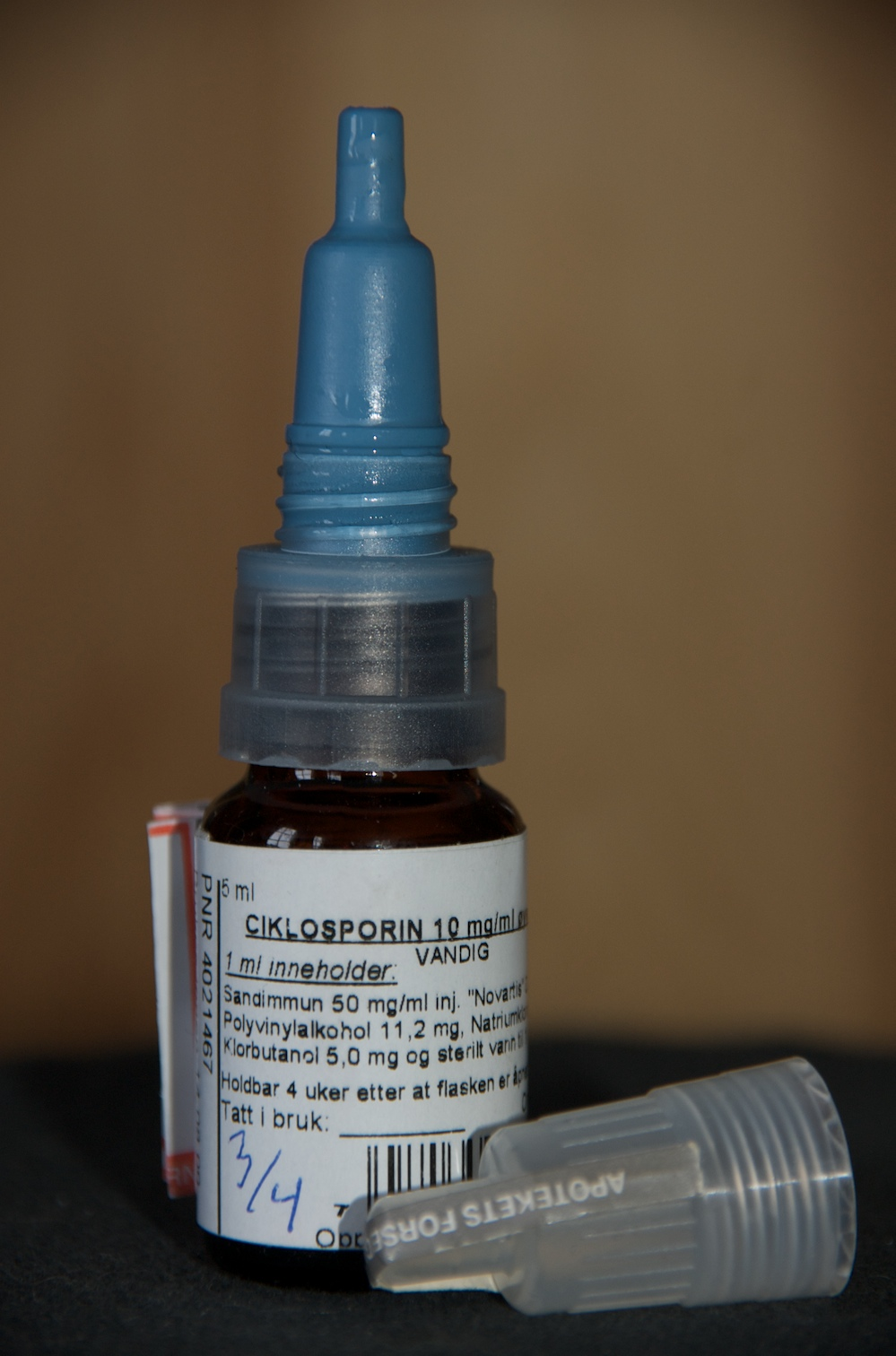
ノルウェーの目薬の例

## 主なメーカー

### 日本
目薬はOEM製造も多い。例えば、常盤薬品工業が配置用に販売している「アイエースV クール」は実際はロート製薬が製造している。
- 笠原十兵衛薬局 - 霊薬 善光寺 雲切目薬創業1543年。日本初の目薬。
- ロート製薬 - ロートシリーズ（Vロートプレミアム、アルガード、ジー、Cキューブなど多数のブランドがある）。一般用目薬トップシェア
- 参天製薬 - サンテシリーズ、大学目薬。医療用目薬トップシェア
- 大正製薬 - アイリスシリーズ
- ライオン（旧・玉置製薬） - スマイルシリーズ
- 千寿製薬 - マイティアシリーズ（2024年4月より第一三共ヘルスケアが販売、同年3月まではアリナミン製薬(旧:武田薬品工業→武田コンシューマーヘルスケア)が販売を行っていた）
- 佐藤製薬 - ノアールシリーズ
- 田辺三菱製薬（旧・田辺製薬） - アスパラ目薬シリーズ
- 久光製薬 - 眼涼シリーズ
- 湧永製薬 - オプターナシリーズ
- 第一三共ヘルスケア（旧・藤沢薬品工業→ゼファーマ） - エージーアレルカットi（旧:エージーアイズ）シリーズ
- 常盤薬品工業 - アイエースV クール（配置用）
- 池田模範堂 - こどもアイスーパー

- 日本の保険適用品の目薬
- 薬局で市販されている目薬
- 医師によって処方された点眼薬の例

## 「目薬」を使った慣用句、比喩
- 「二階から目薬」 -  なかなか思うような結果がえられないこと、思い通りにいかず「もどかしい」ことの比喩。また、やり方があまりに遠回しで効果がでにくいこと[15]。
- きわめて少量のもののたとえ[16]
  - 「目薬を利かす」 - 「賄賂に使う極めて少量の金品」の意[16]。同じ意味で「鼻薬を利かす」とも[16]。